# 维克托·伊沙耶夫
维克托·伊万诺维奇·伊沙耶夫（羅馬化：Viktor Ivanovich Ishayev；1948年4月16日—）是俄罗斯政治人物，于1991年至2009年担任第一任哈巴罗夫斯克边疆区行政长官。
他拥有俄罗斯联邦一级高级国家官员头衔。